# Сига-1
Си́га-1 (рос. Сыга-1) — присілок в Кезькому районі Удмуртії, Росія.
Населення — 29 осіб (2010; 36 в 2002).
Національний склад станом на 2002 рік:
- удмурти — 100 %

Урбаноніми:
- вулиці — Центральна